# Hans-Herbert Ludolf
Hans-Herbert Ludolf ist ein ehemaliger deutscher Handballtrainer.
Ludolf wurde 1966 Mitglied des TuS Walle. Er trainierte ab 1971 die Damen des Bremer Vereins. Mit dem Einstieg des Unternehmers Volker Brüggemann, der Walle finanziell unterstützte und die Verpflichtung deutscher sowie ausländischer Spitzenspielerinnen ermöglichte, begann 1987 der Aufschwung des damaligen Viertligisten. Ludolf führte Walle in die Bundesliga und 1991 zum Gewinn der deutschen Meisterschaft. Anschließend gab er das Traineramt ab und wurde technischer Direktor der Bremerinnen.
Am 1. Juli 1992 begann Ludolf seine Arbeit als Cheftrainer bei Walles Bundesligakonkurrent Buxtehuder SV. Mitte Mai 1994 führte Ludolf den BSV zum Gewinn des europäischen Vereinswettbewerbs Euro-City-Cup. In der Bundesliga wurde der BSV unter Ludolf 1993 Vierter und 1994 Dritter. Er war bis Ende September 1994 Trainer in Buxtehude. Der hauptberuflich als Lehrer tätige Ludolf war später Manager des TuS Walle.